# Éva Fahidi
Éva Fahidi (Debrecen, 22 de octubre de 1925-11 de septiembre de 2023) fue una escritora húngara, sobreviviente del Holocausto y activista por la memoria histórica. Nacida en Debrecen, Hungría, en una familia judía de clase media alta, fue la única de su familia que sobrevivió a la deportación y exterminio durante la Segunda Guerra Mundial.

## Biografía

### Infancia y contexto familiar
Éva Fahidi nació en una familia acomodada; su padre, Desiderius Fahidi, era comerciante de madera, y su madre, Irma. En 1936, la familia se convirtió al catolicismo, se cree que posiblemente como respuesta a las crecientes presiones antisemitas en Hungría. Éva y su hermana menor, Gilike, asistieron a una escuela de monjas.

### Deportación y supervivencia
Tras la ocupación alemana de Hungría en marzo de 1944, las autoridades húngaras, en colaboración con el comando de Adolf Eichmann, arrestaron a la familia Fahidi el 29 de abril y los confinaron en el gueto de Debrecen. El 14 de mayo de 1944, fueron deportados al campo de concentración de Auschwitz-Birkenau. A su llegada, su madre y su hermana de 11 años fueron asesinadas en las cámaras de gas por orden del médico de las SS, Josef Mengele. Su padre falleció poco después debido a las condiciones inhumanas del campo.
Después de seis semanas en Auschwitz, Éva fue trasladada al subcampo de Münchmühle, parte del complejo de Buchenwald, donde realizó trabajos forzados en fábricas de explosivos durante jornadas de 12 horas. En marzo de 1945, durante una marcha de la muerte, logró escapar y fue liberada por tropas estadounidenses.

### Regreso a Hungría y vida posterior
Al regresar a Hungría, Éva abandonó su aspiración de convertirse en pianista debido a las secuelas físicas y psicológicas de su experiencia en los campos. Trabajó en el comercio de exportación y, durante décadas, evitó hablar públicamente sobre su pasado.

### Activismo y memoria
En 2003, una visita a Auschwitz la motivó a compartir su historia. Publicó sus memorias, "Anima Rerum" ("El alma de las cosas"), inicialmente en alemán en 2004 y posteriormente en húngaro. Participó como testigo en juicios contra antiguos miembros de las SS, incluyendo el proceso contra Oskar Gröning en 2015.
Ese mismo año, protagonizó la obra de danza contemporánea "Sóvirág – avagy a létezés eufóriája" ("Sea Lavender – o la euforia de la existencia"), dirigida por Réka Szabó, que narraba su vida a través del movimiento.
Éva Fahidi falleció en Budapest el 11 de septiembre de 2023, a los 97 años. Su vida y legado continúan siendo un testimonio crucial de los horrores del Holocausto y la importancia de la memoria histórica.

## Reconocimientos
- La Cruz Federal del Mérito de Alemania en 2012.
- Ciudadana honoraria de Weimar en 2020.
- Ciudadana honoraria del distrito VII de Budapest (Erzsébetváros) en 2022.